# Gaby Aghionová
Gaby Aghionová (3. března 1921, Alexandrie, Egypt – 27. září 2014, Paříž, Francie) byla egyptsko-francouzská módní návrhářka a zakladatelka francouzské módní značky Chloé.

## Život a kariéra
Narodila se 3. března 1921 v Alexandrii v Egyptě jako Gabrielle Hanoka. Pocházela z bohaté rodiny, která se o módu zajímala, a její vzdělání bylo ovlivněnou francouzštinou. V roce 1945 emigrovala se svým manželem do Paříže, kde se stala součástí bohémského intelektuálního okruhu, který zahrnoval i umělce jako byli Pablo Picasso a spisovatel Lawrence Durrell.
V roce 1952 Aghion založila firmu Chloé a zpočátku navrhla šest ženských ležérních šatů z bavlněného poplinu. V roce 1953 se spojila s Jacquesem Lenoirem, který se stal obchodním manažerem značky, a v roce 1956 uspořádal první módní přehlídku v populárním Café de Flore.
Značka měla vysoké postavení v módním světě 50. let v Paříži. Do roku 1959 byla Gaby Aghionová její hlavní návrhařkou, poté začala spolupracovat i s dalšími designéry, zejména s Gérardem Pipartou, Karlem Lagerfeldem, Stellou McCartney, Phoebe Philou. Nejvíce kreativity prokázala ve spolupráci s Lagerfeldem v letech 1966–1983 a 1992–1997.
Aghionla svůj podíl v Chloé prodala v roce 1985. V roce 2013 byla jmenována rytířem Čestné legie.